# Via ferrata delle Bocchette Centrali
La via ferrata delle Bocchette Centrali (anche semplicemente Bocchette Centrali) è una via ferrata nelle Dolomiti di Brenta.
Indicata dalla SAT con il segnavia O305C, è uno dei tracciati che compongono la via delle Bocchette: un percorso che attraversa gran parte del Gruppo di Brenta e una delle più panoramiche vie ferrate del Trentino.
Il percorso collega la Bocca degli Armi (2744 m s.l.m.) alla Bocca di Brenta (2552 m s.l.m.) permettendo il collegamento in quota tra il Rifugio Alimonta (2580 m s.l.m.) ed il Rifugio Pedrotti (2491 m s.l.m.).

## Caratteristiche
La Via delle Bocchette Centrali è la via ferrata più panoramica della Via delle Bocchette e, così come gli altri tratti, sfrutta le caratteristiche cenge delle Dolomiti di Brenta per collegare le varie vallate rimanendo in quota.
Il percorso non segue il filo di cresta bensì attraversa le verticali pareti dolomitiche attraverso gli stretti valichi, ovvero le cosiddette “bocche” che ne danno il nome.

## Storia
I lavori, a cura della SAT, iniziarono nel 1937 e terminarono definitivamente dopo vent'anni nel 1957, anche per via della seconda guerra mondiale.
La via ferrata delle Bocchette Centrali è stata costruita a partire da Bocca di Brenta verso nord in quattro diversi periodi compresi tra il 1937 e il 1957, anno in cui la ferrata è stata definitivamente completata con il raggiungimento della Bocca degli Armi.
Ognuno di questi tratti è dedicato ad un importante esponente alpinistico trentino di quegli anni.
In ordine cronologico di apertura, nonché ordine spaziale da sud verso nord, i tratti sono dedicati alle seguenti persone elencate.
- «Otto Gottstein», appassionato alpinista e benefattore del Gruppo di Brenta. A lui è dedicato il tratto aperto nel 1937 che collega la Bocca di Brenta con la Bocchetta del Campanil Basso.
- «Arturo Castelli», ideatore della Via delle Bocchette assieme a Giovanni Strobele nonché all'epoca gestore del Rifugio Pedrotti. Porta il suo nome il tratto che collega la Bocchetta del Campanil Basso con la Bocchetta Bassa degli Sfulmini, aperto poco dopo il precedente.
- «Carla Benini de Stanchina», prima donna italiana a scalare il Campanile Basso. Questo tratto viene realizzato nel 1954 grazie alla creazione artificiale di una gigantesca cengia, larga 80 centimetri e alta due metri, che permetteva il superamento di un enorme diedro degli Sfulmini fino ad allora considerato invalicabile e il raggiungimento del canalone proveniente dalla Bocchetta Alta degli Sfulmini.
- «Bartolomeo Figari», presidente del Club Alpino Italiano al momento dell'inaugurazione. L'ultimo tratto venne inaugurato nel 1957 grazie al sostegno economico del CAI e permise il completamento della via ferrata raggiungendo la Bocca degli Armi.

## Accesso
Se la ferrata viene percorsa da nord verso sud, il punto di partenza risulta essere la Bocca degli Armi (2744 m) raggiungibile da:
- Rifugio Alimonta (2580 m) per la Vedretta degli Armi in mezz'ora circa a sua volta raggiungibile da Vallesinella in tre ore;
- Rifugio Tuckett (2271 m) attraverso la Via ferrata delle Bocchette Alte come continuazione della Via delle Bocchette in cinque ore a sua volta raggiungibile da Vallesinella in due ore;
- Rifugio Selvata (1630 m) per il Sentiero Orsi e la Via ferrata Spellini in quattro ore circa a sua volta raggiungibile da Molveno (864 m) in due ore.

Se la ferrata viene invece percorsa da sud verso nord, il punto di partenza risulta essere la Bocca di Brenta (2552 m) che può essere raggiunta da:
- Rifugio Brentei (2182 m) per la Val Brenta in un'ora circa a sua volta raggiungibile da Vallesinella in un'ora e mezza;
- Rifugio Pedrotti (2491 m) in breve a sua volta raggiungibile da Vallesinella in circa tre ore o da Molveno (864 m) in tre ore e mezza;
- Rifugio Agostini (2412 m) per la Via ferrata Brentari come continuazione della Via delle Bocchette in tre ore o per il Sentiero Palmieri o per il Sentiero Apolloni in due ore, a sua volta raggiungibile da San Lorenzo in Banale località Baesa (790 m) in tre ore o dal Rifugio Al Cacciatore (1821 m) usufruendo del servizio jeep in un'ora e mezza.

## Itinerario
La via delle Bocchette Centrali, se percorsa da nord verso sud, inizia dalla Bocca degli Armi (2744 m).
La via inizia in maniera decisa: con l'ausilio di funi e numerose scale si sale lungo la parete nord-est della Torre di Brenta, fino ad immettersi su un'esile cengia attrezzata grazie alla quale si intersecano alcuni canaloni.
Percorsa l'aerea cengia, si passa poco sotto la Bocchetta degli Sfulmini Alta e quindi si giunge nei pressi della Bocchetta degli Sfulmini Bassa (a circa 2721 m) attraverso roccette.
Prima su cengia e poi per gradoni si aggira la parete est del Campanile Alto e si raggiunge la curiosa formazione della Sentinella.
Si cala per facili roccette alla sottostante Bocchetta del Campanile Basso (2623 m), profondamente incassata fra le pareti della omonima guglia e della Cima Brenta Alta.
Attraversato un profondo canalone, il resto del percorso si svolge lungo un'esposta e stretta cengia attrezzata, che taglia orizzontalmente la verticale parete nord-ovest della Cima Brenta Alta e che si interrompe a un centinaio di metri dalla Bocca di Brenta.
Qui è necessario discendere qualche decina di metri per un'ultima paretina attrezzata con staffe e una scala fino a raggiungere il sentiero che porta in pochi minuti a Bocca di Brenta (2552 m).

## Galleria d'immagini

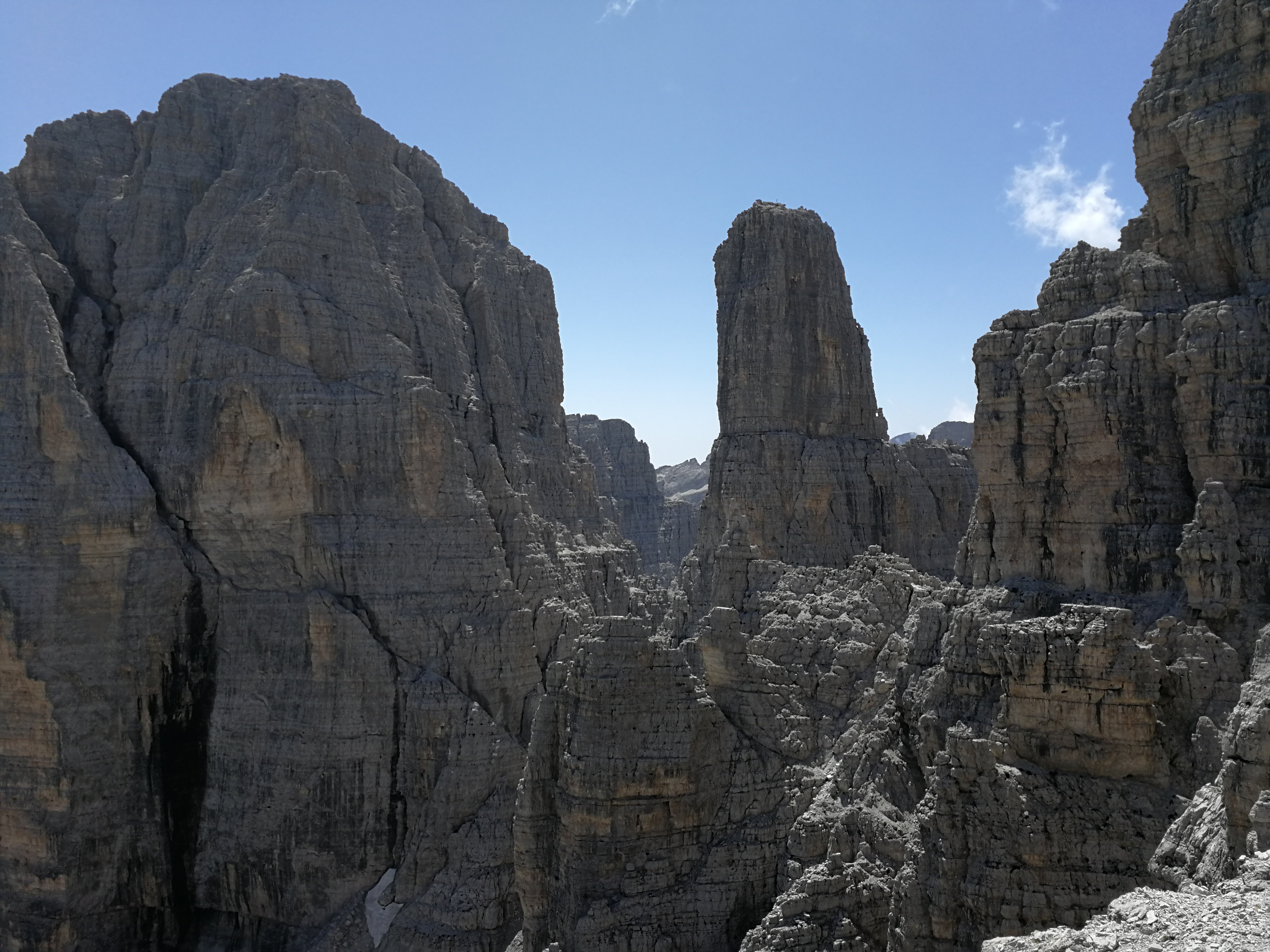
Campanile Basso visto dalle Bocchette Centrali
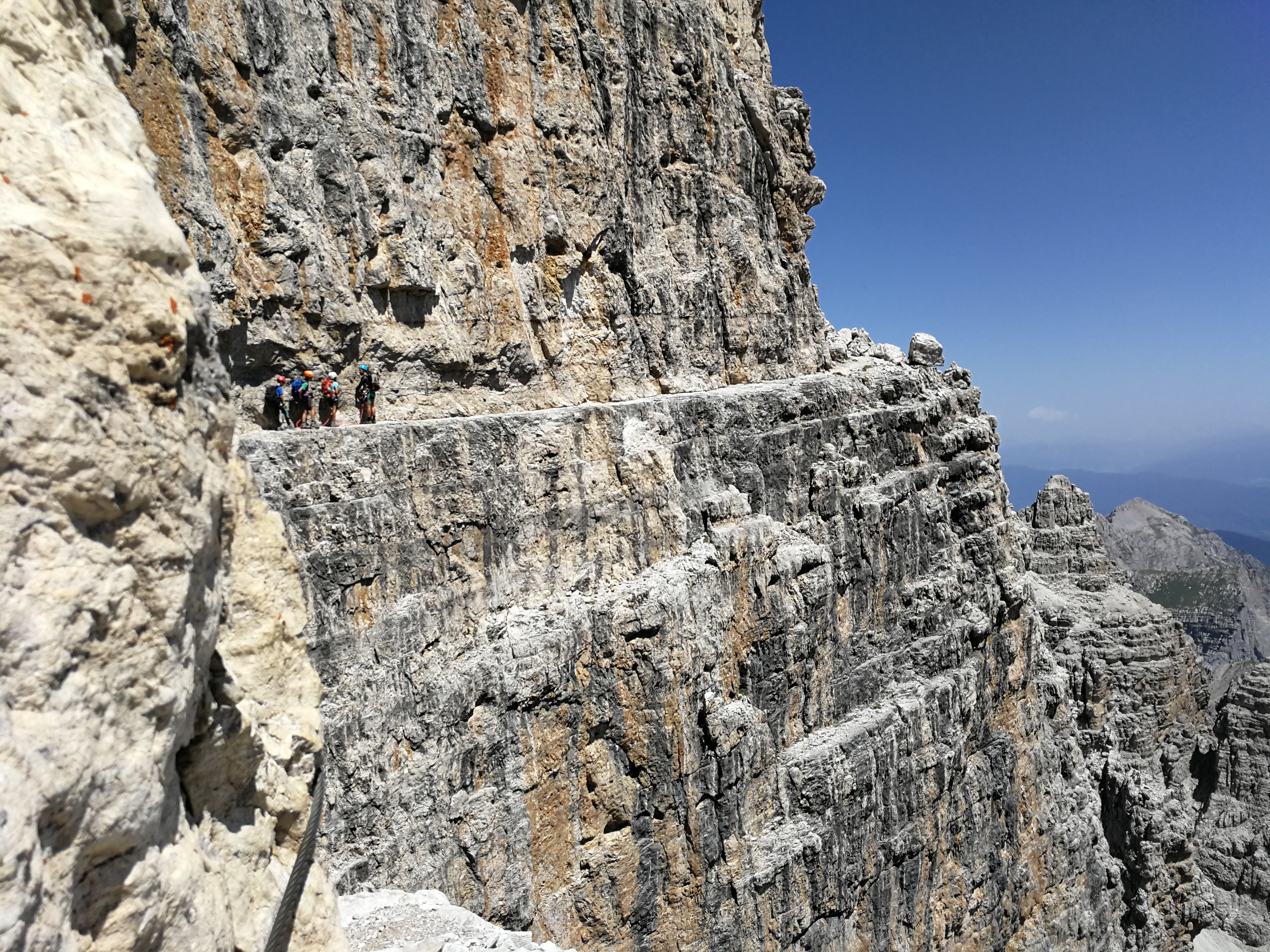
Caratteristica cengia lungo la via delle Bocchette Centrali